# Savonlinna
Savonlinna (literalmente Castelo de Savônia – em sueco: Nyslott, literalmente Castelo Novo) é uma cidade e município de uns 28 000 habitantes no sudeste da Finlândia, no coração da região dos Lagos de Saimaa.

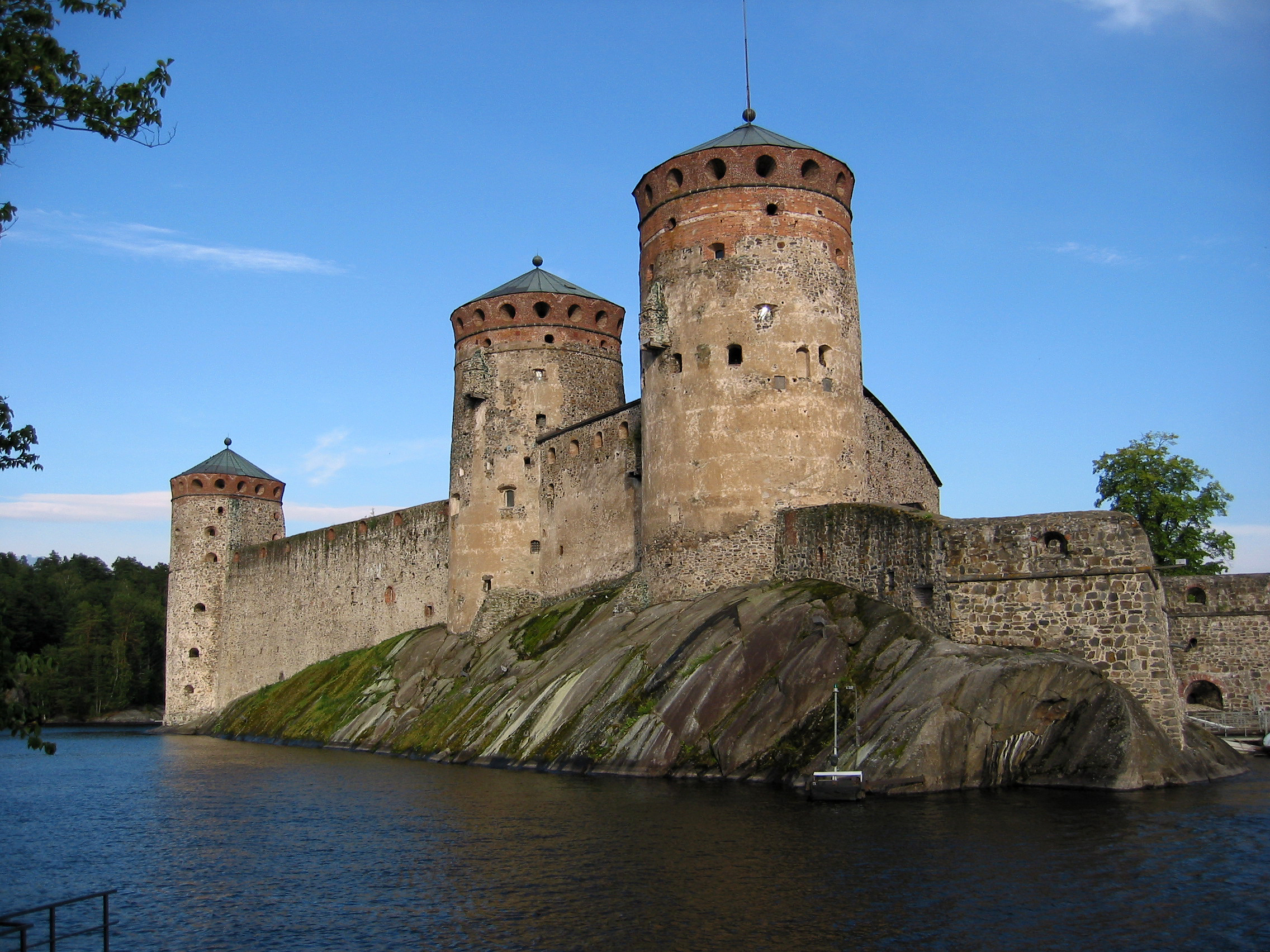
O Castelo de Savonlinna.

A cidade foi fundada no século XVII ao redor do castelo  de São Olavo. O castelo foi fundado por Erik Axelsson Tott em 1475, num esforço para proteger a Savônia e para controlar a instável fronteira entre o reino de Suécia e sua adversária, a Rússia.
A cidade alberga o famoso festival de ópera anual Savonlinna Opera Festival. As apresentações acontecem num cenário construído dentro do castelo.